# Мэтьюз, Керис
Керис Мэтьюз (англ. Cerys Matthews, род. 11 апреля 1969 года) — валлийская певица и автор песен, наибольшую известность получившая как вокалистка инди-группы Catatonia, имевшей успех в 1997—2000 годах. После распада группы Керис переехала в Нэшвилл, где выпустила два сольных альбома. С декабря 2007 года она вновь живёт в Уэльсе, где воспитывает двоих детей: Гленис Пёрл и Джонни Джонса.

## Биография
Керис Мэтьюз родилась в Кардиффе, Уэльс, в семье хирурга; детские годы провела в Суонси и Пембрукшире. Она научилась играть на гитаре в возрасте девяти лет, предпочтение отдавая блюзу и ирландским народным песням. По окончании школы Керис отправилась в Испанию, где некоторое время работала няней, затем вернулась в Пембрукшир (здесь она работала в Совете графства Пембрукшир), после чего, наконец, перебралась в Кардифф.

### Catatonia: 1992—2001
Здесь с давним знакомым Марком Робертсом она образовала Catatonia, группу, в которой стала вокалисткой, а кроме того, некоторое время (до прихода второго гитариста Оуэна Пауэлла) играла на гитаре.
В 1995 году Catatonia дебютировала с альбомом Way Beyond Blue (1996), а в 1998 году добилась большого коммерческого успеха с International Velvet. Благодаря хит-синглам («You’ve Got a Lot to Answer For», «Mulder and Scully», «Dead From the Waist Down», «Road Rage») Керис получила общенациональную известность, а вместе с ней и культовую популярность (отчасти благодаря репутации валлийской «националистки», отчасти — благодаря бурному образу жизни).
Параллельно Керис записала с ливерпульской группой Space песню «The Ballad of Tom Jones» (о двух влюбленных, которые хотят убить друг друга, но спасает их песня Тома Джонса). Выпущенная синглом, она поднялась до 4-го места в UK Charts. Большой резонанс имел и её рождественский дуэт 1999 года с Томом Джонсом. Исполненная ими композиция Франка Лёссера «Baby It’s Cold Outside» поднялась в Британии до 17-го места и вошла в альбом Джонса Reload. Керис Мэтьюз, «фотогеничная и пикантная», быстро стала в Британии знаменитой; в 1999 году читатели Melody Maker назвали её «самой сексуальной женщиной в роке» («Sexiest Female in Rock»).
Однако после выхода третьего альбома Equally Cursed And Blessed стало ясно, что Мэтьюз испытывает серьёзные психологические проблемы; её отношения с остальными участниками группы ухудшились. В 1999 году она испытала нервный срыв, широко обсуждавшийся в прессе, в 2000 году попала в клинику, где лечилась от нервного источщения и астмы (сказался образ жизни; в частности, злоупотребление алкоголем и курением). Несколько концертных турне (после выхода четвёртого альбома Paper Scissors Stone) были отменены. 21 сентября 2001 года вышло сообщение об официальном распаде группы.

### Сольная карьера: 2001 —
В декабре 2001 года Керис вернулась в студию и записала песню (на английском и валлийском) для детской мультипликационной серии «Sali Mali». Летом 2002 года она отправилась в Нэшвилл, Теннеси, чтобы записать альбом фолк-песен. Однако встреча с Баки Бакстером (лэп-гитаристом, сотрудничавшим, в числе прочих, с Бобом Диланом и Райаном Адамсом) заставила её подкорректировать планы. Записанный при участии Бакстера альбом Cockahoop, вышел в мае 2003 года. В процессе работы над пластинкой Керис Мэтьюз сблизилась с Сетом Риддлом, музыкальным продюсером (на 7 лет её моложе); в феврале 2003 года они поженились в сельском доме её родителей. В декабре 2005 года она записала «1-2-3» (версию хита Лена Барри): все средства от скачивания сингла (а он был выпущен только в Интернете) были направлены в фонды помощи детям.
21 августа 2006 года вышел второй сольный альбом Керис Мэтьюз Never Said Goodbye (Rough Trade), с синглом «Open Roads». 6 августа 2006 года со своей новой группой (K. Teel — гитара, Бен Элкинс — клавишные, Мэйсон Нили — ударные, Джефф Ирвин — бас) она выступила на кардиффском Big Weekend Festival. В сентябре-октябре Мэтьюз провела большое британское турне, к Рождеству вернулась в Нэшвилл — как выяснилось, чтобы оформить развод. В 2007 году она вернулась к родителям, на семейную ферму в Тревине, Пембрукшир.
С 2008 года Керис Мэтьюз — вице-президент валлийской организации Shelter Cymru, помогающей бездомным.

## Дискография

### Catatonia
- The Sublime Magic of Catatonia (1995) — сборник ранних синглов
- Way Beyond Blue (1996)
- International Velvet (#1, 1998)
- Equally Cursed and Blessed (#1, 2000)
- Paper Scissors Stone (#6, 2001)

### Сольные альбомы
- Cockahoop (2003, UK #30)
- Never Said Goodbye (2006)
- Awyren = Aeroplane (2007)
- Don’t Look Down (2009)

### Участие в сборниках
- Songs for the Young at Heart (2007), «White Horses»
- Listen to Bob Dylan: A Tribute — «I Believe in You»
- Over the Rainbow (2007) — contributed «Secret Love»

### Синглы
- 1998 «The Ballad of Tom Jones» (с Space) UK #4
- 1999 «Baby, It’s Cold Outside» (с Томом Джонсом) UK #17
- 2003 «Caught In The Middle» UK #47
- 2005 «1-2-3»
- 2006 «Open Roads» UK #53
- 2007 «Some Kind of Wonderful» (с Аледом Джонсом)